# 37044 Papymarcel
37044 Papymarcel este o planetă minoră (asteroid), cu un diametru de 7,387 km, din centura de asteroizi. A fost descoperită pe 27 octombrie 2000 la Le Creusot de Jean-Claude Merlin⁠(d). 
Obiectul prezintă o orbită caracterizată de o semiaxă mare de 3,0763084 UAi, o excentricitate de 0,18, o înclinație de 0,36354 ° în raport cu ecliptica.